# Делотворност
Делотворност (енгл. Efficacy) је способност да се произведе ефекат. Он има различита специфична значења у различитим областима. У медицини, то је способност интервенције или лека да остваре жељени ефекат.

### Медицина
У медицини, делотворност показује капацитете за благотворне промене (или терапијски ефекат) дате интервенције (нпр. лек, медицинско средство, хируршка процедура). Уколико се утврди делотворност, интервенција ће барем бити тако добра као друге расположиве интервенције, на које ће бити у односу. Поређења овог типа се обично врше у "објашњења" рандомизираних контролисаних испитивања, док 'прагматичниа' испитивања се користе да се утврди ефикасност интервенције.
Када говоримо у смислу ефикасности против ефикасности, ефективности односи на то како добро третман ради у медицинској пракси, за разлику од ефикасности, који мери колико добро ради лечења у клиничким испитивањима или лабораторијских студија.

### Фармакологија
У фармакологији, делотворност се односи на максимални одговор остварљив од лека. Унутрашња активност је релативан појам који описује делотворност лека у односу на лек са највећом посматраном делотворношћу. Ефикасност се односи на способност лека да произведе позитиван ефекат. Направљена је разлика између "метод" делотворности која описује ефекат постићи ако је лек узима како је прописано и 'употребу' делотворности која је ефекат који су добијени под типицним условима коришћења када придржавање није 100%. Намера широкој употреби за лечење метод анализе клиничких испитивања даје процене 'употребу' делотворности који се обично пристрасне у односу на "метод" делотворности.

### Осветљење
У дизајну расвете и осветљења, делотворност се односи на количину светлости (светлосни флукс) коју производе сијалице (лампа или други извор светлости), обично мери у луменима, као однос количине утрошене енергије да се произведе, обично се мери у ватима. 
Ово не треба мешати са ефикасношћу која је увек бездимензиони однос (рацио) излаза подељен са улазом, што за светлост односи на снагу у ватима видљиве снаге као део снаге потрошене у ватима.
Видљива снага се може апроксимирати површином испод Планкове криве између 300 nm и 700 nm за црна тела на температури влакна као однос укупне снаге испод криве црног тела.
Вредност делотворности за светло добијено од извора топлоте је обично мања од 2%.

## Стечај - инсолвентност
У контексту стечаја, посебно у проглашењу личног банкрота, делотворност таквог аранжмана је оцењена према нивоу у којем се постиже циљ прикупљања новаца како би дужник платио повериоцима.